# Clermont (Georgia)
Clermont es un pueblo ubicado en el condado de Hall en el estado estadounidense de Georgia. En el censo de 2000, su población era de 419.

## Demografía
En el 2000 la renta per cápita promedia del hogar era de $43,333, y el ingreso promedio para una familia era de $46,000. El ingreso per cápita para la localidad era de $15,558. Los hombres tenían un ingreso per cápita de $31,875 contra $25,000 para las mujeres.

## Geografía
Clermont se encuentra ubicado en las coordenadas 34°28′38″N 83°46′27″O / 34.47722, -83.77417 (34.477171, -83.774044).
Según la Oficina del Censo, la localidad tiene un área total de 2,5 km² (1 mi²), de la cual 2,5 km² (1 mi²) es tierra y 0 km² (0 mi²) (0.00%) es agua.